# Tim Erlandsson
Tim Erlandsson, född 25 december 1996, är en svensk fotbollsmålvakt som spelar för Halmstads BK. Han har spelat i Sveriges U21-landslag.

## Klubbkarriär
Erlandsson spelade ungdomsfotboll i Halmstads BK. I juni 2015 värvades han av Nottingham Forest efter att föregående säsong varit utlånad till klubben. Säsongen 2017 lånades Erlandsson ut till AFC Eskilstuna. Den 16 mars 2018 lånades Erlandsson ut till Salford City på ett låneavtal över en månad.
I januari 2019 värvades Erlandsson av IK Frej, där han skrev på ett halvårskontrakt. Erlandsson debuterade den 23 februari 2019 i en 1–1-match mot IF Elfsborg i Svenska cupen. I juni 2019 lämnade han klubben.
Den 29 november 2019 värvades Erlandsson av Falkenbergs FF, där han skrev på ett tvåårskontrakt. I april 2020 råkade Erlandsson ut för en korsbandsskada, vilket gjorde att han missade resten av säsongen. I december 2021 förlängde Erlandsson sitt kontrakt med två år. I oktober 2022 råkade han ut för karriärens andra korsbandsskada.
I december 2023 återvände Erlandsson till moderklubben Halmstads BK, där han skrev på ett tvåårskontrakt.

## Landslagskarriär
Erlandsson gjorde sin debut i Sveriges U21 den 3 juni 2016 mot Georgien i en match som vanns med 3-2.
Erlandsson var med i Sveriges trupp vid Olympiska sommarspelen 2016, men spelade där ingen match. I början av januari 2017 blev Erlandsson blixtinkallad till A-landslagets januariturné efter att Patrik Carlgren lämnat återbud.

## Karriärstatistik
| Klubb                | Säsong             | Liga                  | Liga    | Liga | Nationell cup | Nationell cup | Övrigt  | Övrigt | Totalt  | Totalt |
| Klubb                | Säsong             | Division              | Matcher | Mål  | Matcher       | Mål           | Matcher | Mål    | Matcher | Mål    |
| -------------------- | ------------------ | --------------------- | ------- | ---- | ------------- | ------------- | ------- | ------ | ------- | ------ |
| Barrow (lån)         | 2016/2017          | National League       | 2       | 0    | 3             | 0             | —       | —      | 5       | 0      |
| AFC Eskilstuna (lån) | 2017               | Allsvenskan           | 13      | 0    | 1             | 0             | —       | —      | 14      | 0      |
| Salford City (lån)   | 2017/2018          | National League North | 8       | 0    | 0             | 0             | —       | —      | 8       | 0      |
| IK Frej              | 2019               | Superettan            | 0       | 0    | 1             | 0             | —       | —      | 1       | 0      |
| Falkenbergs FF       | 2020               | Allsvenskan           | 0       | 0    | 1             | 0             | —       | —      | 1       | 0      |
| Falkenbergs FF       | 2021               | Superettan            | 2       | 0    | 1             | 0             | —       | —      | 3       | 0      |
| Falkenbergs FF       | 2022               | Ettan Södra           | 25      | 0    | 3             | 0             | —       | —      | 28      | 0      |
| Falkenbergs FF       | 2023               | Ettan Södra           | 17      | 0    | 0             | 0             | 2       | 0      | 19      | 0      |
| Falkenbergs FF       | Totalt             | Totalt                | 44      | 0    | 5             | 0             | 2       | 0      | 51      | 0      |
| Halmstads BK         | 2024               | Allsvenskan           | 0       | 0    | 1             | 0             | —       | —      | 1       | 0      |
| Totalt i karriären   | Totalt i karriären | Totalt i karriären    | 67      | 0    | 11            | 0             | 2       | 0      | 80      | 0      |

1. ↑  Uppflyttningskvalmatcher mot Skövde AIK.[18][19]